# ديفيد غان (ملحن)
ديفيد غان (بالإنجليزية: David Gunn)‏ هو ملحن أمريكي، ولد في القرن العشرين.